# Vietminh
Vietminh (förkortning av Việt Nam Độc Lập Đồng Minh Hội, 越南独立同盟會, "Förbundet för oberoende åt Vietnam") var en organisation som kämpade för vietnamesiskt oberoende från Frankrike (samt under andra världskriget Japan). Vietminh bildades 1941 i Sydkina av Ho Ngoc Lam och Nguyen Hai Than. Senare leddes förbundet av Ho Chi Minh (som vid denna tidpunkt gick under namnet Nguyen Tat Thanh) och under dennes ledarskap tillkom i det ledande skiktet även Le Duan, Vo Nguyen Giap och Pham Van Dong.

## Historik
Vietminh var en mer nationalistisk än kommunistisk organisation. Under andra världskriget stred de mot japanerna som ockuperade Indokina. Senare ledde de självständighetskriget (Indokinakriget) mot fransmännen, men också mot de egna storgodsägarna. Vietminh var en del av det vietnamesiska kommunistpartiets enhetsfront gentemot den franska kolonialmakten och partiet försökte därför till en början begränsa småböndernas övertagande av land från storgodsägarna. För att mobilisera sina styrkor för slutstriden med fransmännen ansåg sig dock ledningen 1953 att man var tvungen att tillåta att mycket mera land omfördelades bland bönderna vilket ledde till en betydande ökning av Vietminhs styrkor till slaget vid Dien Bien Phu. Från och med 1950 erhöll Vietminh även vapen och vapenträning från Kina, ett stöd som ökade markant 1953 då Koreakriget tog slut. Vietminhs styrkor kontrollerade mellan 60 och 90 procent av landsbygden i södra Vietnam vid krigsslutet.
Efter freds- och delningsavtalet i Genève 1954 upplöstes Vietminh. I Sydvietnam gick en del av de före detta kämparna tillbaka till sina liv, medan andra på uppdrag Vietnams kommunistparti försökte agitera fredligt för deltagande i folkomröstningen om Vietnams enande vilket dock visade sig vara svårt på grund av Diem-regimens terror. Många före detta Vietminh-medlemmar utgjorde stommen i det senare FNL.